# 奧庫區
奧庫區（西班牙語：Distrito de Ocú），是巴拿馬的一個行政區，位於該國中南部，由埃雷拉省負責管轄，始建於1836年，面積618平方公里，2010年人口15,539，人口密度每平方公里25.14人。